# Philosepedon quatei
Philosepedon quatei är en tvåvingeart som beskrevs av Vaillant 1973. Philosepedon quatei ingår i släktet Philosepedon och familjen fjärilsmyggor.
Artens utbredningsområde är North Carolina. Inga underarter finns listade i Catalogue of Life.